# Meum
Genre
Classification APG III (2009)
Meum (les méums ou méons) est un genre de plantes à fleurs de la famille des Apiaceae qui comprend un nombre variable d'espèces selon les auteurs. Ce sont des plantes herbacées trouvées en Europe et en Afrique du Nord. Une seule espèce est trouvée en Europe, Meum athamanticum dont les racines de ce Fenouil des Alpes étaient un des multiples constituants de la thériaque de la pharmacopée maritime occidentale au XVIIIe siècle .

## Liste d'espèces
Selon NCBI (18 juin 2014) et The Plant List (18 juin 2014) :
- Meum athamanticum Jacq.

Selon Tropicos (18 juin 2014) (Attention liste brute contenant possiblement des synonymes) :
- Meum alatum Baill.
- Meum athamanticum Jacq.
- Meum foeniculum (L.) Spreng.
- Meum gayoides Regel & Schmalh.
- Meum nevadense Boiss.
- Meum nodiflorum (L.) Baill.

Selon Catalogue of Life (18 juin 2014) :
- Meum adonidifolium
- Meum alatum
- Meum anethifolium
- Meum athamanta
- Meum athamanticum
- Meum atlanticum
- Meum bunius
- Meum capillaceum
- Meum carvifolium
- Meum corsicum
- Meum dalechampii
- Meum diffusum
- Meum fatuum
- Meum heterophyllum
- Meum labranum
- Meum meum
- Meum mutellina
- Meum nevadense
- Meum nudicaule
- Meum nutans
- Meum piperatum
- Meum piperinum
- Meum piperitum
- Meum pyrenaicum
- Meum resinosum
- Meum rigidulum
- Meum segetum
- Meum sibiricum
- Meum siifolium
- Meum silaus
- Meum tenuifolium
- Meum vandasii
- Meum venosum
- Meum vulgare